# Gary Connaughton
Pour les articles homonymes, voir Connaughton.
Gary Connaughton est un joueur de football gaélique du club de Tubberclair GAA et du Comté de Westmeath. Il joue au poste de gardien de but.
Il a été élu dans l’équipe All-Star au terme de la saison 2008 du Championnat d'Irlande de football gaélique.
Il travaille dans l’entreprise familiale de maçonnerie.
Gary Connaughton a aussi joué au football à un niveau intéressant, étant le gardien de but pendant plusieurs saisons du club de Athlone Town. Il avait été sélectionné dans les équipes de jeunes d’Irlande, remportant Championnat d'Europe de football des moins de 19 ans 1998. Il était remplaçant lors de la finale remportée contre l’Allemagne.
Il travaille dans l’entreprise familiale de maçonnerie.